# Junio Baso

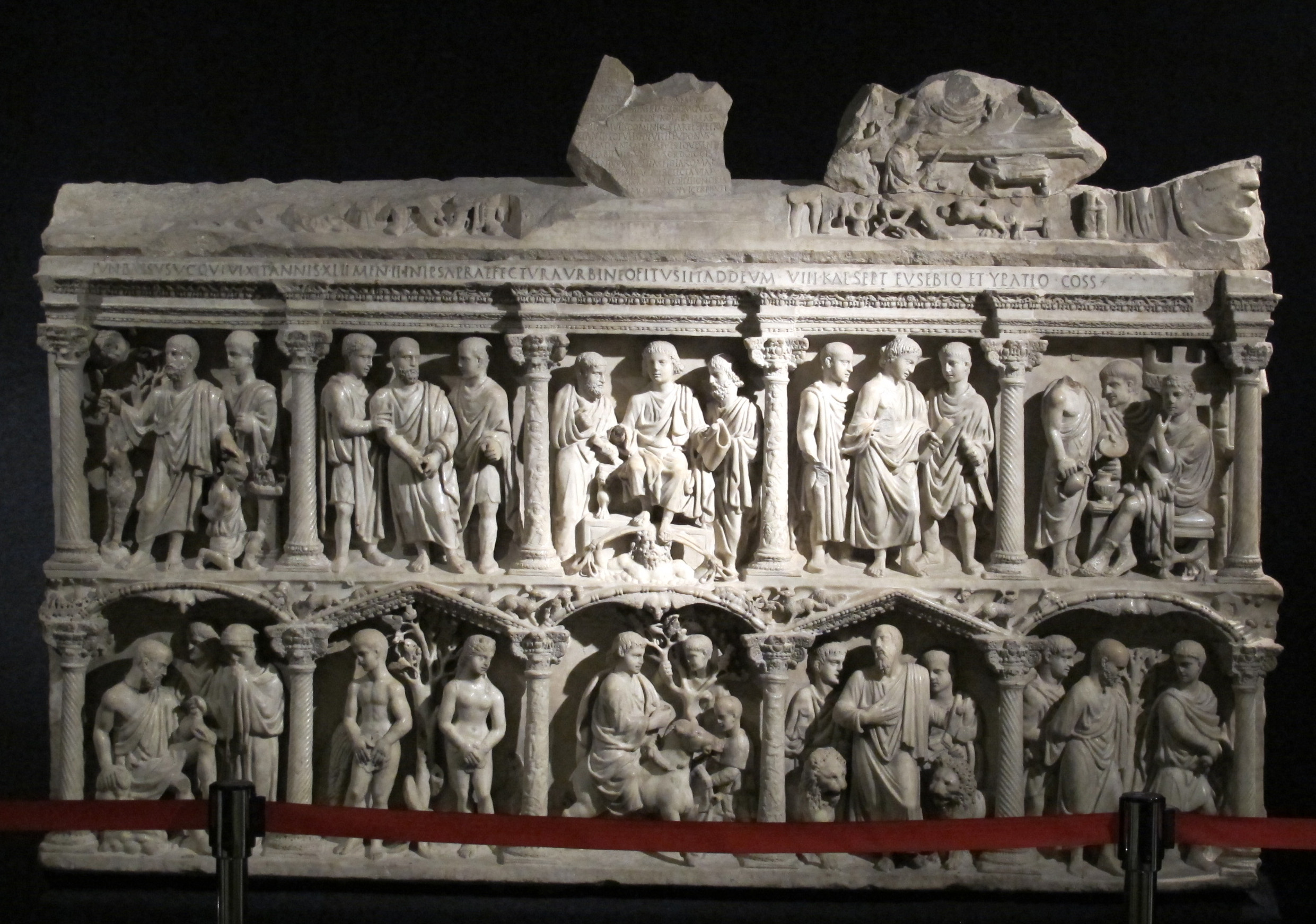
Sarcófago de Junio Baso. Museo del tesoro di San Pietro, Roma.

Junio Baso Teotecnio  (317-359) fue un político romano del siglo IV.

## Familia
Junio Baso fue hijo del prefecto del pretorio Junio Annio Baso y pertenecía al rango de los viri clarissimi, nombre que recibían los miembros del ordo senatorius.

## Carrera pública
Nació en junio del año 317. Fue vicario de Roma y elevado al cargo de prefecto de la Ciudad el 25 de marzo del año 359 durante el imperio de Constancio II. Murió el 25 de agosto del año 359 mientras ocupaba la magistratura.
Fue bautizado como era usual en su lecho de muerte. Sus restos se conservaron en un rico sarcófago, hoy en el Tesoro de San Pedro, que es uno de los más antiguos con escenas cristianas.